# Abraham Joshua Heschel
Abraham Joshua Heschel (Varsovia, 11 de enero de 1907 - Nueva York, 23 de diciembre de 1972) fue un prominente rabino y uno de los principales teólogos judíos del siglo XX. Nacido en Varsovia, se formó en Alemania y escapó del holocausto al poder viajar a Estados Unidos en 1940, donde continuó sus actividades hasta su muerte en 1972.

## Biografía

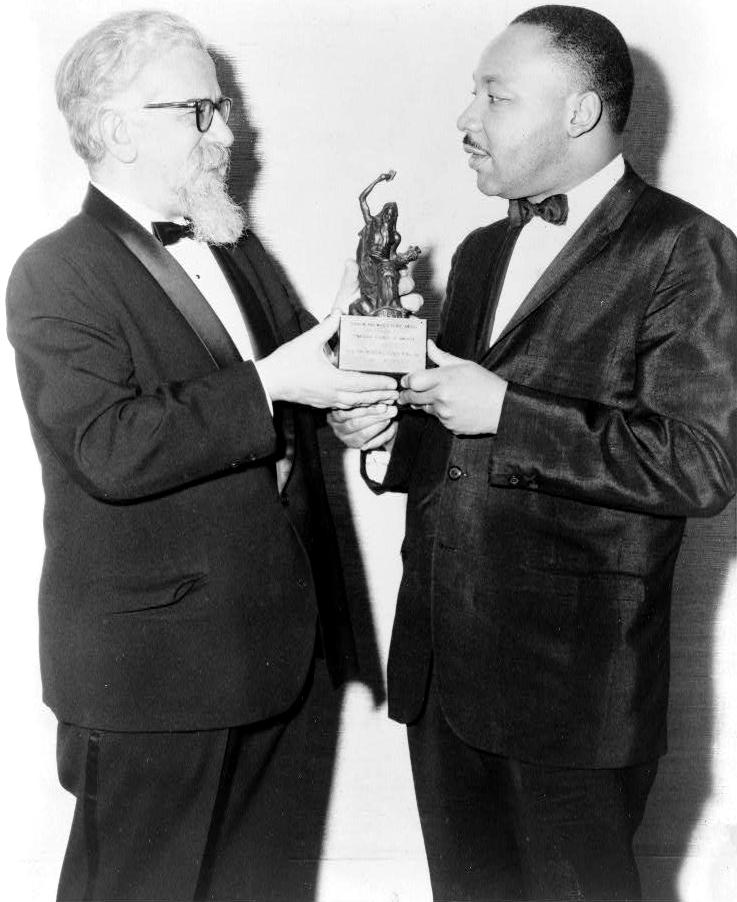
Heschel le entrega el Premio Judío por la Paz Mundial a Martin Luther King Jr., 7 de diciembre de 1965

Abraham Joshua Heschel fue descendiente de preeminentes rabinos jasídicos por ambos lados de la familia. Su padre, Moshe Mordechai Heschel, murió de gripe en 1916. Su madre Reizel Perlow era descendiente del Rebe Abraham Yehoshua Heshel de Opatów y otras dinastías hasídicas. Fue el más joven de seis hijos. Sus hermanos fueron Sara, Dvora Miriam, Esther Sima, Gittel, y Jacob.
Estudió de joven en una yeshivá tradicional donde se ordenó como rabino ortodoxo. Abandonó la tradición familiar y continuó sus estudios de doctorado en la Universidad de Berlín y recibió la ordenación rabínica liberal en el seminario Hochschule für die Wissenschaft des Judentums. Allí estudió con algunos de los mejores educadores judíos de la época: Chanoch Albeck, Ismar Elbogen, Julius Guttmann y Leo Baeck. Luego enseñó Talmud allí. Se unió a un grupo de poetas en yídish, y en 1933, publicó un volumen de poemas, Der Hamefoyrosh Shem: Mentsch, dedicado a su padre. 
A finales de octubre de 1938, cuando vivía en una habitación alquilada en una casa de una familia judía en Fráncfort del Meno, fue detenido por la Gestapo y deportado a Polonia. Pasó diez meses dictando conferencias sobre la filosofía y la Torá en Varsovia en el Instituto de Estudios Judíos. Seis semanas antes de la invasión alemana de Polonia, viajó de Varsovia a Londres, con la ayuda de Julian Morgenstern, presidente del Colegio Unión Hebrea, que había estado trabajando para obtener los visados para los eruditos judíos en Europa. 
Su hermana Esther murió en un bombardeo alemán. Su madre fue asesinada por los nazis, y otras dos hermanas, Gittel y Devora, murieron en campos de concentración nazis. Nunca regresó a Alemania, Austria o Polonia. 
Heschel llegó a la ciudad de Nueva York en marzo de 1940. Trabajó brevemente en el Hebrew Union College (HUC), el principal seminario del Judaísmo Reformista, en Cincinnati.
En 1945, tomó un cargo en el Seminario Teológico Judío de América (STC), el principal seminario del Judaísmo Conservador, donde se desempeñó como profesor de ética y misticismo judío hasta su muerte en 1972.
Se casó con Sylvia Straus en diciembre de 1946, en Los Ángeles. Su hija, Susannah Heschel, es una erudita judía por derecho propio.

## Ideología
Heschel vio las enseñanzas de los profetas hebreos como un llamamiento para la acción social en y activó en el movimiento de derechos civiles y en contra de la Guerra de Vietnam.

## Obras
Sus obras incluye:
- The Earth is the Lord's (La tierra es del Señor) (1950).

- The Sabbath: Its Meaning for Modern Man (El shabat, su significado para el Hombre moderno) (1951).

- Man's Quest for God: Studies in Prayer and Symbolism (La búsqueda del hombre por Dios: estudios sobre la oración y el simbolismo (1954).

- God in Search of Man: A Philosophy of Judaism (Dios en busca del hombre: una filosofía del judaísmo) (1956).

- The Prophets (Los profetas) (1962).

- The Insecurity of Freedom: Essays on Human Existence (1966).

- Moral Grandeur and Spiritual Audacity: Essays (editado por su hija Susannah Heschel, 1996)

- Maimonides (Biografía - Editorial Milá)